# دژ آبردور

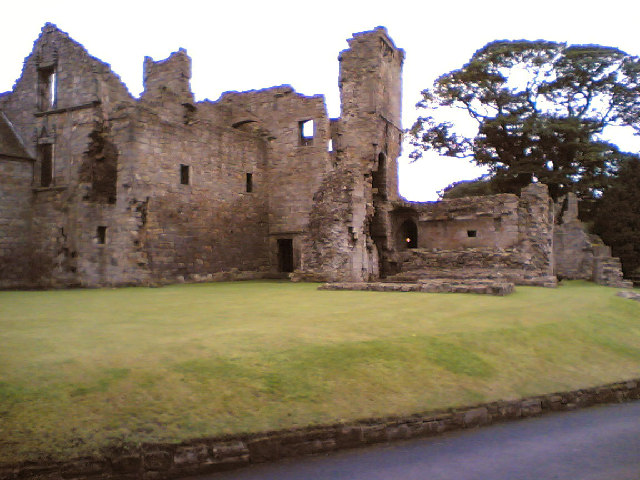

دژ آبردور (به انگلیسی: Aberdour Castle) در دهکده ایستر آبردور شهرستان فایف واقع در شرق اسکاتلند (شمال شرقی بریتانیا) بنا شده‌است. سال ساخت بنا حدود ۱۲۰۰ میلادی می‌باشد. این دژ به همراه دژ سویین در شهرستان آرگِیل در غرب اسکاتلند، از قدیمی‌ترین دژهای بازمانده اسکاتلند به شمار می‌روند. این دو دژ در یک دوره تاریخی ساخته شده‌اند.